# Daffymitra lindae
Daffymitra lindae is een slakkensoort uit de familie van de Volutomitridae. De wetenschappelijke naam van de soort is voor het eerst geldig gepubliceerd in 2005 door Harasewych & Kantor.